# Shlomo Helbrans
Shlomo Erez Helbrans, auch Erez Shlomo Elbarnes (hebräisch שלמה הלברנץ; * 5. November 1962 in Kiryat HaYovel, Jerusalem; gestorben 7. Juli 2017 in Chiapas, Mexiko), war ein israelischer antizionistischer religiöser Führer innerhalb des ultraorthodoxen Judentums. Er war der Gründer und Oberrabbiner der Sekte Lev Tahor, in der u. a. systematisch Kindesmissbrauch praktiziert wurde.

## Leben
Helbrans stammte aus dem Jerusalemer Stadtteil Kiryat HaYovel und wurde als Sohn der säkularisierten Juden Pinhas und Yocheved Elbarnes geboren. 1975 begann er, sich für religiöse Fragen zu interessieren und an einer Jeschiwa in Jerusalem den Talmud zu studieren. 1988 war Helbrans Teil der Arachim-Bewegung, die jüdische Religion für säkulare Juden predigte und befürwortet. Nach einigen Jahren gründete er die unabhängige Jeschiwa Lev Tahor. 1990 verlegte Helbrans seine Gemeinde in die USA, was seiner Ansicht nach auf seine antizionistischen Ansichten zurückzuführen war. Er eröffnete eine kleine Jeschiwa in Brooklyn, in der er jungen Studenten jüdischen Unterricht erteilte.
1994 wurde Helbrans beschuldigt, dem 13-jährigen jüdischen Jungen Shay Fima (auch Shay Reuven) geholfen zu haben, sich vor seiner Mutter zu verstecken, die ihn für seine Bar Mitzwa zum Studium in die Jeschiwa gebracht hatte. Der darauffolgende religiöse Konflikt führte dazu, dass Fima emotional an Helbrans gebunden wurde, der jegliche Beteiligung am Verschwinden des Jungen bestritt. Helbrans wurde kurzzeitig verhaftet, aber mutmaßlich aus politischen Gründen freigelassen, da der örtliche Staatsanwalt (District Attorney) vor den Wahlen nicht mit der ultraorthodoxen jüdischen Gemeinde von New York in einen Konflikt geraten wollte. Zwei Jahre später wurde Helbrans erneut verhaftet, nachdem er in Zusammenhang mit dem Federal Bureau of Investigation während eines abgehörten Gesprächs mit dem Vater sich in Widersprüche verwickelt hatte.
Während des Prozesses nahm Shay Fima als Zeuge Stellung; er bestritt die Beteiligung von Helbrans vollständig und gab an, er sei vor seiner Mutter geflohen, die ihn geschlagen habe. Helbrans wurde für schuldig befunden, verurteilt und ursprünglich zu vier bis zwölf Jahren Gefängnis verurteilt. Ein Berufungsgericht reduzierte im Juni 1996 die Haftstrafe auf zwei bis sechs Jahre. Drei Tage später wurde Helbrans in ein Arbeitsprogramm mit Lockerungen des Vollzuges aufgenommen. Nach Protesten wurde Helbrans Freigang revidiert, da er seinen ständigen Aufenthaltsstatus verlor und nicht in den USA arbeiten durfte.
Im November 1996 verdichtete sich der Verdacht, dass die Regierung unter Gouverneur George Pataki Helbrans ungerechtfertigte Vorzüge gewährte, zumal der State Parole Board entschied, ihn nach zwei Jahren Gefängnis freizulassen. Nach seiner Entlassung aus dem Gefängnis leitete Helbrans eine Jeschiwa in Monsey, New York. Nach einem weiteren Statusverlust im Jahr 2000 wurde Helbrans nach Israel abgeschoben, wo er wegen verschiedener Anschuldigungen von Familienmitgliedern der Lev Tahor Gemeinde verurteilt werden sollte. Helbrans floh nach Kanada, wo er behauptete, er würde aufgrund seiner religiösen und politischen Überzeugungen in Israel verfolgt. 2003 wurde ihm der Flüchtlingsstatus verliehen. Einige Mitglieder seiner Gemeinde flohen nach Guatemala.
Am 7. Juli 2017 wurde Helbrans ertrunken in einem Fluss im mexikanischen Bundesstaat Chiapas gefunden. Sein Körper wurde am Freitagnachmittag von Rettungskräften aus dem Fluss gezogen, nachdem er während der Tevila, einer rituellen Waschung vor dem Sabbat, von der starken Strömung mitgerissen worden war. Er wurde 54 Jahre alt.

## Lev Tahor
Die 200-köpfige Gemeinde von Lev Tahor (deutsch: „reines Herz“) wird von anderen jüdischen Gruppen als extrem und radikal angesehen. Die israelische Tageszeitung Haaretz betitelt die Gemeinde als „jüdische Taliban“ und „Taliban-Sekte“. Die Gruppe hat Anhänger in Israel, insbesondere in der Stadt Bet Schemesch, in Europa, den USA, Kanada und Guatemala. Der ebenfalls wegen Kindesmissbrauchs zu 24 Jahren Haft verurteilte Rabbiner Eliur Chen hatte auf der Flucht vor den Behörden Zuflucht in der Lev Tahor-Gemeinde gefunden.
Im November 2013 haben die Behörden von Québec Mitglieder von Lev Tahor vor Gericht gestellt, weil ihnen vorgeworfen wurde, dass ihr Hausunterricht nicht den Bildungsstandards von Quebec entspricht. In der Gerichtsverhandlung wurde die Gemeinde aufgefordert, die 14 Kinder eines Sohnes von Helbrans freizulassen, da er zuvor die Gemeinde verlassen hatte. Einige Tage später übersiedelten Gemeindemitglieder nach Ontario und ließen sich in der Gemeinde Chatham-Kent nieder. Am 27. November 2013 ordnete ein Jugendrichter in Quebec an, dass die 14 Kinder aus der Gemeinde vorübergehend in Pflegefamilien untergebracht werden, sich medizinischen Untersuchungen unterziehen und psychologische Unterstützung erhalten sollen. Die Anhörung im Gerichtsgebäude von St. Jérôme fand in Abwesenheit der Eltern statt, die sich von einem Anwalt vertreten ließen. Die Anordnung wurde nicht sofort durchgesetzt, da die Eltern Einwohner von Ontario waren, was einen langen Rechtsstreit auslöste. Am 3. Februar 2014 beschloss ein Richter in Ontario jedoch, die 14 Kinder nach Quebec zurückzuschicken. Während des Berufungsverfahrens verließen die Eltern und ihre Kinder Kanada und reisten nach Guatemala und andere Orte. Der Rechtsstreit ist noch anhängig.
Anfang April 2022 hat ein Bundesgericht in White Plains, New York, Nachman Helbrans zu zwölf Jahren Haft verurteilt. Dem Anführer der ultraorthodoxen Lev-Tahor-Sekte wurde die Entführung von damals 12- und 14-jährigen Nichten nach Mexiko im Jahr 2017 vorgeworfen. Der 39-Jährige lebte damals dort und hatte laut dem Urteil beabsichtigt, das ältere Mädchen an einen erwachsenen Mann seiner Sekte zum Zweck einer sexuellen Beziehung zu übergeben. Drei Wochen nach der Entführung konnten Sicherheitskräfte die Mädchen befreien und Helbrans sowie vier weitere Sektenmitglieder verhaften. Die Bundesstaatsanwaltschaft am Southern District of New York und das FBI hatten seit den 1990er Jahren gegen Lev Tahor ermittelt und im letzten Jahr Strafanzeige gegen Helbrans und die anderen Verhafteten erhoben. Helbrans ist ein Sohn des 2017 bei einer religiösen Zeremonie im Süden Mexikos ertrunkenen Sektengründers Shlomo Helbrans. Das Justizministerium erklärte, die Strafanzeige setze ein „klares Signal: Die sexuelle Ausbeutung von Minderjährigen wird nicht toleriert“. Die Angeklagten hätten die Mädchen in unverfrorener Weise mitten in der Nacht gekidnappt und außer Landes geschafft. Medienberichten zufolge versuchten Mitglieder nach der Verhaftung von Nachman Helbrans vergeblich die Einreise in den Iran.
In Mexiko fand im September 2022 eine großangelegte Aktion gegen ein Dschungelcamp der Gruppe statt, wobei mehrere Kinder und Jugendliche befreit wurden. Von den bei dieser Gelegenheit festgesetzten Sektenmitgliedern entkamen etwa 20 wenige Tage später.